# Marcus Aebutius Victorinus
Marcus Aebutius Victorinus (vollständige Namensform Marcus Aebutius Marci filius Papiria Victorinus) war ein im 2. Jahrhundert n. Chr. lebender Angehöriger der römischen Armee.
Durch eine Inschrift, die in Ancyra gefunden wurde, ist belegt, dass Victorinus als Centurio in den folgenden acht Legionen (in dieser Reihenfolge) diente: in der Legio X Gemina, in der Legio XI Claudia, in der Legio XIIII Gemina, in der Legio I Minervia, in der Legio XXII Primigenia, in der Legio XIII Gemina, in der Legio VII Claudia und in der Legio XV Apollinaris.
Victorinus war in der Tribus Papiria eingeschrieben und stammte aus der Colonia Ulpia Traiana Poetovio. Er starb im Alter von 63 Jahren und 2 Monaten (annorum LXIII mensium II).

## Datierung
Ionut Acrudoae datiert die Inschrift in das Jahr 181; er nimmt an, dass die meisten Versetzungen von Victorinus im Zusammenhang mit den Markomannenkriegen von Mark Aurel (161–180) stattfanden. Florian Matei-Popescu datiert die Dienstzeit von Victorinus in der Legio XI Claudia in einen Zeitraum zwischen 161 und 169. Amiram Ezov datiert seine Dienstzeit in der Legio XXII Primigenia in die Regierungszeit von Septimius Severus (193–211) oder Caracalla (211–217).
James Robert Summerly datiert seine Laufbahn generell in einen Zeitraum zwischen 100 und 160. Er nimmt als ein mögliches Szenario an, dass Victorinus zwischen 104 und 118 diente und dass die späteren Versetzungen im Zusammenhang mit dem Partherkrieg von Trajan (98–117) stattfanden.

## Dienstjahre
Die Anzahl der Dienstjahre, die in der Inschrift angegeben sind, ist umstritten: es werden entweder 14 (XIV), 44 (XLIV) oder 45 (XLV) Dienstjahre angegeben. Die Lesung der EDCS ist stipendiorum XIV. Ionut Acrudoae gibt an, dass je nach Lesung der Inschrift 14, 44 oder 45 Dienstjahre möglich wären. Acrudoae hält es für wenig wahrscheinlich, dass Victorinus der Armee im Alter von 49 Jahren vermutlich direkt im Range eines Centurios beigetreten ist. Laut ihm wurde von anderen Historikern angenommen, dass er aus den Reihen der einfachen Soldaten zum Centurio befördert wurde. 
Laut James Robert Summerly las Eric Birley in der Inschrift 45 (XLV) Dienstjahre. Summerly gibt an, dass Victorinus der Armee direkt im Range eines Centurios beitrat, falls er nur 14 Jahre diente.